# K.B. Andersen
K.B. Andersen, właśc. Knud Børge Andersen (ur. 1 grudnia 1914 w Kopenhadze, zm. 23 marca 1984 tamże) – duński polityk, dziennikarz i nauczyciel, minister edukacji oraz spraw wewnętrznych, poseł do Folketingetu i jego przewodniczący od 1978 do 1981.

## Życiorys
W 1940 został absolwentem nauk politycznych. Pracował jako dziennikarz, od 1935 był związany z duńskim publicznym nadawcą radiowym Statsradiofonien, w latach 1948–1950 jako kierownik działu. Zatrudniony również jako nauczyciel, w latach 1950–1957 kierował jedną z placówek oświatowych w Roskilde.
Działał w Socialdemokraterne, był jednym z redaktorów partyjnego magazynu „Verdens Gang”. W latach 1957–1970 i 1973–1981 sprawował mandat posła do duńskiego parlamentu. W latach 1970–1971 zajmował stanowisko sekretarza swojej partii. Był członkiem rządów, którymi kierowali Jens Otto Krag oraz Anker Jørgensen. Pełnił w nich funkcje ministra edukacji (od września 1964 do lutego 1968) oraz ministra spraw zagranicznych (od października 1971 do grudnia 1973 i od lutego 1975 do czerwca 1978). Od października 1978 do grudnia 1981 sprawował urząd przewodniczącego Folketingetu.